# Distrito electoral federal 3 de Tabasco
El Distrito Electoral Federal 3 de Tabasco es uno de los 300 distritos electorales uninominales en los que se encuentra dividido el territorio de México, que a su vez conforman 5 circunscripciones plurinominales; y uno de los 6 distritos electorales federales en los que se divide el estado de Tabasco.
A través de cada distrito electoral uninominal se elige, cada 3 años, una diputada o un diputado por el principio de Mayoría Relativa para integrar la Cámara de Diputados, que junto con el Senado forman el Congreso de la Unión.

## Distritación actual
El Distrito Electoral 3 de Tabasco se localiza en la zona occidente del estado, en la llamada subregión de la Chontalpa y está integrado por los municipios de Comalcalco y Cunduacán. Su cabecera es la ciudad de Comalcalco, Tabasco.

## Diputados por el distrito
| Diputado | Partido por el que fue electo (a)                                                                               | Grupo Parlamentario                  | Legislatura        | Periodo                                        | Cabecera Distrital |
| --- | --- | ------------------------------------ | ------------------ | ---------------------------------------------- | ------------------ |
| Fernando Aguirre Colorado | |                                      | XXIX Legislatura   | 1 de septiembre de 1920 - 31 de agosto de 1922 | Villahermosa       |
| Isaac Olive | |                                      | XXX Legislatura    | 1 de septiembre de 1922 - 31 de agosto de 1924 | Villahermosa       |
| Juan Aguilar Ficachi | |                                      | XXXI Legislatura   | 1 de septiembre de 1924 - 31 de agosto de 1926 | Villahermosa       |
| Alejandro S. Ruíz | |                                      | XXXII Legislatura  | 1 de septiembre de 1926 - 31 de agosto de 1928 | Villahermosa       |
| José Guadalupe Aguilera Martínez | |                                      | XXXIII Legislatura | 1 de septiembre de 1928 - 31 de agosto de 1930 |                    |
| A partir de la siguiente legislatura sólo se eligieron 2 diputados federales por Tabasco, volviendo a elegirse Diputado por el Distrito 3 hasta 1973 | |                                      |                    |                                                |                    |
| Julián Montejo Velázquez | Partido Revolucionario Institucional                                                                            | Partido Revolucionario Institucional | XLIX Legislatura   | 1 de septiembre de 1973 - 31 de agosto de 1976 |                    |
| Francisco Rabelo Cupido | Partido Revolucionario Institucional                                                                            | Partido Revolucionario Institucional | L Legislatura      | 1 de septiembre de 1976 - 31 de agosto de 1979 |                    |
| Carlos Mario Piñera Rueda | Partido Revolucionario Institucional                                                                            | Partido Revolucionario Institucional | LI Legislatura     | 1 de septiembre de 1979 - 31 de agosto de 1982 |                    |
| Andrés Sánchez Solís | Partido Revolucionario Institucional                                                                            | Partido Revolucionario Institucional | LII Legislatura    | 1 de septiembre de 1982 - 31 de agosto de 1985 |                    |
| Homero Pedrero Priego | Partido Revolucionario Institucional                                                                            | Partido Revolucionario Institucional | LIII Legislatura   | 1 de septiembre de 1985 - 31 de agosto de 1988 |                    |
| Joaquín Ruiz Becerra | Partido Revolucionario Institucional                                                                            | Partido Revolucionario Institucional | LIV Legislatura    | 1 de septiembre de 1988 - 31 de agosto de 1991 |                    |
| Mario Ross García | Partido Revolucionario Institucional                                                                            | Partido Revolucionario Institucional | LV Legislatura     | 1 de septiembre de 1991 - 31 de agosto de 1994 | Cárdenas           |
| Carlos Mario de la Fuente Lazo | Partido Revolucionario Institucional                                                                            | Partido Revolucionario Institucional | LVI Legislatura    | 1 de septiembre de 1994 - 31 de agosto de 1997 |                    |
| Carlos Fernando Rosas Cortés | Partido Revolucionario Institucional                                                                            | Partido Revolucionario Institucional | LVII Legislatura   | 1 de septiembre de 1997 - 31 de agosto de 2000 |                    |
| Adriana del Carmen Graniel Campos | Partido Revolucionario Institucional                                                                            | Partido Revolucionario Institucional | LVIII Legislatura  | 1 de septiembre de 2000 - 31 de agosto de 2003 |                    |
| Rogelio Rodríguez Javier | Partido Revolucionario Institucional                                                                            | Partido Revolucionario Institucional | LIX Legislatura    | 1 de septiembre de 2003 - 31 de agosto de 2006 | Comalcalco         |
| Moisés Félix Dagdug Lützow | Coalición por el Bien de Todos Partido de la Revolución Democrática Partido del Trabajo Movimiento Ciudadano    | Partido de la Revolución Democrática | LX Legislatura     | 1 de septiembre de 2006 - 31 de agosto de 2009 | Comalcalco         |
| César Francisco Burelo Burelo | Partido de la Revolución Democrática                                                                            | Partido de la Revolución Democrática | LXI Legislatura    | 1 de septiembre de 2009 - 31 de agosto de 2012 | Comalcalco         |
| Lorena Méndez Denis | Coalición Movimiento Progresista Partido de la Revolución Democrática Partido del Trabajo Movimiento Ciudadano  | Partido de la Revolución Democrática | LXII Legislatura   | 1 de septiembre de 2012 - 31 de agosto de 2015 | Comalcalco         |
| Héctor Peralta Grappin | Coalición de Izquierda Progresista Partido de la Revolución Democrática Partido del Trabajo                     | Partido de la Revolución Democrática | LXIII Legislatura  | 1 de septiembre de 2015 - 31 de agosto de 2018 | Comalcalco         |
| Gregorio Efraín Espadas Méndez | Coalición Juntos Haremos Historia Movimiento Regeneración Nacional Partido del Trabajo Partido Encuentro Social | Movimiento Regeneración Nacional     | LXIV Legislatura   | 1 de septiembre de 2018 - 31 de agosto de 2021 | Comalcalco         |
| Lorena Méndez Denis | Movimiento Regeneración Nacional                                                                                | Movimiento Regeneración Nacional     | LXV Legislatura    | 1 de septiembre de 2021 - 31 de agosto de 2024 | Comalcalco         |

## Resultado Electorales

### Elecciones federales de 2021
|  | 1.24 % |

|  | 1.33 % |

|  | 2.88 % |

|  | 58.09 % |

|  | 2.07 % |

|  | 1.33 % |

|  | 1.63 % |

|  | 28.52 % |

|  | 0.02 % |

|  | 2.84 % |

|  | 100.0 % |

### Elecciones federales de 2018
|  | 11.85 % |

|  | 2.53 % |

|  | 0.80 % |

|  | 19.86 % |

|  | 60.93 % |

|  | 0.88 % |

|  | 0.009 % |

|  | 3.10 % |

|  | 100.0 % |

### Elecciones federales de 2015
|  | 1.36 % |

|  | 22.37 % |

|  | 37.88 % |

|  | 4.60 % |

|  | 1.33 % |

|  | 4.93 % |

|  | 21.95 % |

|  | 0.61 % |

|  | 0.54 % |

|  | 1.34 % |

|  | 0.05 % |

|  | 2.99 % |

|  | 100.0 % |

### Elecciones federales de 2012
|  | 3.39 % |

|  | 35.07 % |

|  | 56.28 % |

|  | 2.08 % |

|  | 0.02 % |

|  | 3.17 % |

|  | 100.0 % |

### Elecciones federales de 2009
|  | 4.10 % |

|  | 43.24 % |

|  | 43.35 % |

|  | 2.97 % |

|  | 1.68 % |

|  | 0.20 % |

|  | 1.41 % |

|  | 0.04 % |

|  | 3.00 % |

|  | 100.0 % |

### Elecciones federales de 2006
|  | 4.13 % |

|  | 35.94 % |

|  | 55.74 % |

|  | 1.72 % |

|  | 0.50 % |

|  | 0.13 % |

|  | 1.80 % |

|  | 100.0 % |

### Elecciones federales de 2003
|  | 4.52 % |

|  | 47.30 % |

|  | 42.17 % |

|  | 0.59 % |

|  | 2.34 % |

|  | 0.62 % |

|  | 0.03 % |

|  | 0.11 % |

|  | 0.09 % |

|  | 0.05 % |

|  | 0.05 % |

|  | 0.02 % |

|  | 2.04 % |

|  | 45.58 % |